# ミツバオウレン
ミツバオウレン（三葉黄蓮、学名:Coptis trifolia）はキンポウゲ科オウレン属の多年草。高山植物。別名、カタバミオウレン。

## 特徴
常緑の多年草。根茎は細長く、横に這って繁殖する。根出葉は3出複葉で、小葉は倒卵形で光沢がありやや厚く、基部の葉柄はほとんど無く、縁には鋭い重鋸歯がある。
花期は6-8月。花茎は緑色で、高さは5-10cmになり、1個の花を上向きにつける。花の径は7-10mm、白い花弁にみえるのは萼片で5枚あり、長楕円形。花弁は蜜を分泌し、黄色で萼片より小さい。果実はほぼ卵形の袋果で矢車状に開出し、袋果の長さ3-8mm、袋果の柄の長さは4-7mmになる。
種小名 trifolia は、「3葉の」の意味。

## 分布と生育環境
日本では、本州中部以北から北海道に分布し、亜高山帯から高山帯の針葉樹林内や林縁、湿地などに生育する。世界では、北半球の寒帯から亜寒帯に広く分布する。

## ギャラリー
- ミツバオウレン
- 葉と卵形の袋果

## 下位分類
- タマザキミツバオウレン Coptis trifolia (L.) Salisb. f. plena K.Imai
- ヤエザキミツバオウレン Coptis trifolia (L.) Salisb. f. semiplena (Miyabe et Tatew.) Okuyama